# Rubus indusiatus
Rubus indusiatus es una especie de planta del género Rubus, perteneciente a la familia Rosaceae.

## Taxonomía
Rubus indusiatus fue descrita por Wilhelm Olbers Focke en 1877.

## Distribución
Se encuentra en el territorio este de Europa central.